# Bose-Einstein-Kondensat
Das Bose-Einstein-Kondensat (nach Satyendranath Bose und Albert Einstein; Abkürzung BEK, englisch BEC) ist ein extremer Aggregatzustand eines Systems ununterscheidbarer Teilchen, in dem sich der überwiegende Anteil der Teilchen im selben quantenmechanischen Zustand befindet. Das ist nur möglich, wenn die Teilchen Bosonen sind und somit der Bose-Einstein-Statistik unterliegen.
Bose-Einstein-Kondensate sind makroskopische Quantenobjekte, in denen die einzelnen Bosonen vollständig delokalisiert sind. Dies wird auch als makroskopischer Quantenzustand bezeichnet. Die Bosonen sind vollständig ununterscheidbar. Der Zustand kann daher durch eine einzige Wellenfunktion beschrieben werden.
Daraus resultierende Eigenschaften sind Suprafluidität, Supraleitung, Suprasolidität oder Kohärenz über makroskopische Entfernungen. Letztere erlaubt Interferenzexperimente mit Bose-Einstein-Kondensaten sowie die Herstellung eines Atomlasers, den man durch kontrollierte Auskopplung eines Teils der Materiewelle aus der das Kondensat haltenden Falle erhalten kann.

## Entdeckung
Theoretisch wurde 1924 – auf der Grundlage einer Arbeit von Satyendranath Bose über die Quantenstatistik von Photonen – von Albert Einstein vorhergesagt, dass ein homogenes ideales Bose-Gas bei tiefen Temperaturen kondensiert.
Daraufhin wurden die Supraflüssigkeits-Eigenschaften von flüssigem Helium bei Temperaturen unter 2,17 K auf die Bose-Einstein-Kondensation zurückgeführt. Allerdings ist die direkte Beobachtung des Effekts in diesem System ausgesprochen schwierig, weil hier die Wechselwirkung zwischen den Atomen nicht vernachlässigt werden kann. Daher befinden sich im Gegensatz zur Bose-Einstein-Theorie, die inzwischen experimentell in ultrakalten Gasen bestätigt wurde, bei suprafluidem Helium nicht maximal 100 %, sondern nur 8 % der Atome im Grundzustand.
Auch Versuche, eine Bose-Einstein-Kondensation in einem Gas aus polarisierten Wasserstoffatomen zu erreichen, führten zunächst nicht zum Erfolg.
Die ersten Bose-Einstein-Kondensate – bestehend aus Rubidium-Atomen – wurden im Juni und September 1995 experimentell von Eric A. Cornell und Carl E. Wieman am JILA bzw. von Wolfgang Ketterle, Kendall Davis und Marc-Oliver Mewes am MIT hergestellt. Im Jahr 2001 erhielten Cornell, Wieman und Ketterle dafür den Nobelpreis für Physik.

## Existenzbedingungen
Der Phasenübergang von einem klassischen atomaren Gas zu einem Bose-Einstein-Kondensat findet statt, wenn eine kritische Phasenraumdichte erreicht wird, das heißt, wenn die Dichte der Teilchen mit fast gleichem Impuls
groß genug ist.
Anschaulich kann man das so verstehen: die Atome sind Quantenteilchen, deren Bewegung durch ein Wellenpaket dargestellt wird. Die Ausdehnung dieses Wellenpakets ist die thermische De-Broglie-Wellenlänge. Diese wird umso größer, je weiter die Temperatur sinkt. Erreicht die De-Broglie-Wellenlänge den mittleren Abstand zwischen zwei Atomen, so kommen die Quanteneigenschaften zum Tragen. In einem dreidimensionalen Ensemble setzt nun die Bose-Einstein-Kondensation ein. Daher ist es notwendig, die Dichte des Gases zu erhöhen und die Temperatur zu senken, um den Phasenübergang zu erreichen.
Im Rahmen der statistischen Physik lässt sich mit Hilfe der Bose-Einstein-Statistik die kritische Temperatur {\displaystyle T_{\mathrm {C} }} eines idealen Bosegases berechnen, unterhalb derer die Bose-Einstein-Kondensation einsetzt:
{\displaystyle T_{\mathrm {C} }={\frac {h^{2}}{2\pi \cdot m\cdot k_{\mathrm {B} }}}\left({\frac {n}{(2S+1)\cdot \zeta (3/2)}}\right)^{2/3}}
Dabei ist:
{\displaystyle h}: Planck-Konstante
{\displaystyle m}: Masse der Teilchen
{\displaystyle k_{\mathrm {B} }}: Boltzmann-Konstante
{\displaystyle n}: Dichte der Teilchen
{\displaystyle S}: Spin der Teilchen
{\displaystyle \zeta (s)}: Riemannsche Zetafunktion, {\displaystyle \zeta (3/2)\approx 2{,}6124}
„Ideales Bosegas“ bedeutet, dass für die Berechnung ein unendlich ausgedehntes, homogenes, wechselwirkungsfreies Gas betrachtet wird. Der Einschluss der Atome im Fallenpotential und die Wechselwirkungen zwischen ihnen führen zu einer geringen Abweichung der tatsächlich beobachteten kritischen Temperatur vom berechneten Wert, die Formel gibt jedoch die richtige Größenordnung wieder. Für typische, experimentell realisierbare Parameter findet man Temperaturen von deutlich weniger als 100 nK, sogenannte ultratiefe Temperaturen.

## Erzeugung
Die übliche Methode zum Erzeugen von Bose-Einstein-Kondensaten aus Atomen besteht aus zwei Phasen:
- Zunächst werden die Atome in einer magneto-optischen Falle gefangen und durch Laserkühlung vorgekühlt. Die Laserkühlung besitzt jedoch ein unteres Limit für Temperaturen (typischerweise etwa 100 µK), das durch den Rückstoß bei der spontanen Emission der Photonen bedingt ist.
- Die mittlere Geschwindigkeit der so gekühlten Atome von nur noch einigen Zentimetern pro Sekunde ist jedoch klein genug, um sie in einer magnetischen oder optischen Falle zu fangen. Durch evaporative Kühlung, das heißt kontinuierliches Entfernen der energiereichsten Atome, wird die Temperatur der Atomwolke weiter gesenkt. Bei diesem Prozess werden meist über 99,9 % der Atome gezielt entfernt. So erreichen die verbleibenden Atome die nötige Phasenraumdichte, um den Phasenübergang in ein Bose-Einstein-Kondensat zu vollziehen.

Auf diese Weise gelang es bis 2004, bei ultratiefen Temperaturen von 100 nK und darunter Bose-Einstein-Kondensation für viele verschiedene Isotope zu erreichen (7Li, 23Na, 41K, 52Cr, 85Rb, 87Rb, 133Cs und 174Yb). Auch beim Wasserstoff war man schließlich erfolgreich, wenn auch mit etwas anderen Methoden.
Dass die oben genannten Gase bosonisches Verhalten zeigen und nicht – wie Festkörperphysiker oder Chemiker von Alkaliatomen erwarten würden – fermionisches (für welches das Pauli-Prinzip gelten würde), beruht auf einem subtilen Zusammenspiel von Elektronen- und Kernspin bei ultratiefen Temperaturen: Bei entsprechend niedrigen Anregungsenergien sind der halbzahlige Gesamtspin der Elektronenhülle der Atome und der ebenfalls halbzahlige Kernspin durch die schwache Hyperfeinwechselwirkung zu einem ganzzahligen Gesamtspin des Systems gekoppelt. Dagegen ist das Verhalten bei Raumtemperatur (die „Chemie“ der Systeme) allein durch den Spin der Elektronenhülle bestimmt, weil hier die thermischen Energien viel größer sind als die Hyperfeinfeld-Energien.
Im Jahr 2006 haben Demokritov und Mitarbeiter Bose-Einstein-Kondensation von Magnonen (quantisierten Spinwellen) bei Raumtemperatur erreicht, allerdings durch Anwendung optischer Pump-Prozesse.
2009 ist es erstmals der Physikalisch-Technischen Bundesanstalt gelungen, ein Bose-Einstein-Kondensat aus Calcium-Atomen zu erzeugen. Solche Erdalkalimetalle haben – im Gegensatz zu den bisher verwendeten Alkalimetallen – einen eine Million Mal schmaleren optischen Übergang und sind dadurch für neuartige Präzisionsmessungen, z. B. von Gravitationsfeldern, verwendbar.
Im November 2010 berichtete eine Forschergruppe der Universität Bonn von der Erzeugung eines Bose-Einstein-Kondensats aus Photonen. Die Photonen wurden in einem optischen Resonator zwischen zwei gekrümmten Spiegeln gefangen. Da eine Abkühlung von Photonen nicht möglich ist, wurden zur Einstellung eines thermischen Gleichgewichtes Farbstoffmoleküle in den Resonator gegeben. Die nach optischem Pumpen erfolgte Kondensation konnte in Form eines kohärenten gelben Lichtstrahls festgestellt werden. Nach Ansicht der Forschergruppe um Martin Weitz könne das photonische Bose-Einstein-Kondensat zur Herstellung kurzwelliger Laser im UV- oder Röntgenbereich genutzt werden.
Das erste Bose-Einstein-Kondensat im All wurde 2017 erzeugt. Dazu wurde die Rakete MAIUS mit einem VSB-30-Triebwerk auf dem European Space and Sounding Rocket Range gestartet und zu einem schwerelosen Parabelflug auf mehr als 240 km Höhe gebracht. Dort wurden in einer zuvor erzeugten Ultrahochvakuum-Kammer Rubidium-Atome per Diodenlaser in einer Magneto-optischen Falle durch evaporative Kühlung nahezu bis auf den Absoluten Nullpunkt gebracht. Das Bose-Einstein-Kondensat wurde dann per Atom-Chip erzeugt. Es wurde unter Schwerelosigkeit aus der Mitte der Falle entlassen, bevor per Magnetfeld kurz ein Harmonisches Potential angelegt und die Zustände per Mach-Zehnder-Interferometer gemessen wurden. 
Am 21. Mai 2018 wurde das Experiment Cold Atom Laboratory (CAL) mit einer Cygnus-Fähre zur Raumstation ISS geflogen. Im Juni 2020 berichteten Forscher, damit dort erfolgreich BEK produziert zu haben.
Laut einer Studie mit womöglich erstmals auch experimentell supraleitendem BEK scheint es einen „fließenden Übergang“ zwischen BEK und BCS-Modalitäten zu geben.

## Experimenteller Nachweis

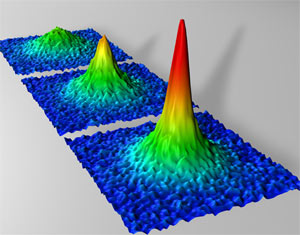
Dichteverteilung eines Bose-Einstein-Kondensats

Der Nachweis, dass tatsächlich ein Bose-Einstein-Kondensat erzeugt wurde, erfolgt bei atomaren Gasen meistens mit Hilfe von Absorptions-Abbildungen nach einer Flugzeit.
Dazu wird die Falle, in der das Gas gefangen war, schlagartig abgeschaltet. Daraufhin expandiert die Gaswolke und wird nach einer Flugzeit mit resonantem Laserlicht bestrahlt. Die Photonen des Strahls werden von den Atomen der Gaswolke gestreut, der Strahl also effektiv geschwächt. Der entstandene (Halb-)Schatten kann mit einer empfindlichen CCD-Kamera aufgenommen werden, aus seinem Bild lässt sich die Dichteverteilung der Gaswolke rekonstruieren.
Diese ist für Bose-Einstein-Kondensate anisotrop, während ein klassisches Gas im thermischen Gleichgewicht immer isotrop expandiert. In vielen Fällen ist die Dichteverteilung parabelförmig, was sich als Konsequenz der Wechselwirkung zwischen den Atomen verstehen lässt und das Bose-Einstein-Kondensat von einem idealen Bosegas unterscheidet.

## Ähnliche Effekte
Beim Fermionen-Kondensat basiert der Effekt ebenfalls auf Bosonen. Aufgrund des Pauli-Prinzips ist es nicht möglich, dass sich Fermionen im selben Zustand befinden. Dies gilt aber nicht für sich paarweise zu Bosonen zusammenschließende Fermionen, die dann als Bosonen ein Kondensat bilden können.